# 79129 Robkoldewey
79129 Robkoldewey este un asteroid din centura principală de asteroizi.

## Descriere
79129 Robkoldewey este un asteroid din centura principală de asteroizi. A fost descoperit pe 11 octombrie 1990 la Tautenburg de Freimut Börngen și Lutz Dieter Schmadel. Asteroidul prezintă o orbită caracterizată de o semiaxă mare de 2,47 ua, o excentricitate de 0,19 și o înclinație de 1,8° în raport cu ecliptica.